# Miccíades
Miccíades fou un escultor grec nadiu de l'illa de Quios, fill de Males. Va ser el pare d'Arquerm i l'avi de Bupal i Atenis, tots ells escultors de mèrit.
Va florir entre les olimpíades 42 i 45, segons diu Plini el Vell (Naturalis Historia, XXXVI, 5).